# Frontière entre le Honduras et le Nicaragua
La frontière entre le Honduras et le Nicaragua est une frontière longue de 342 km délimitée pour plus de la moitié par le Río Coco.

## Tracé
La frontière terrestre débute sur le golfe de Fonseca à l'ouest et suit une direction nord-est, puis est jusqu'à la mer des Caraïbes, s'achevant sur le Cabo Gracias a Dios. Elle suit le fleuve Coco sur une bonne moitié de son tracé oriental.

## Histoire
En 1906, un arbitrage international, rendu par le roi Alphonse XIII d'Espagne, fixe la frontière orientale entre les deux pays sur le Coco.